# Last Exit (groupe)
Pour les articles homonymes, voir Last Exit.
Last Exit était un groupe de jazz fusion britannique formé à Newcastle en 1974. Il est connu comme ayant été le dernier groupe de Sting avant la création de Police.
Il était composé de Gerry Richardson aux claviers, Sting (de son vrai nom Gordon Sumner) basse et voix, Ronnie Pearson à la batterie et voix, et John Hedley à la guitare. Le nom du groupe venait du livre de Hubert Selby, Last Exit to Brooklyn.
Ils ont enregistré quelques titres entre 1975 et 1977, date à laquelle le groupe se sépare. Sting rejoindra Stewart Copeland et Henry Padovani la même année pour créer le groupe The Police.